# Karl Heinz Gollinger
Karl Heinz Gollinger (30 juni 1983) is een Oostenrijks veldrijder. 

## Palmares

### Cross
| Seizoen   | Wereldbeker | Superprestige | GvA Trofee | WK  | EK  | OK    | Overige | Totaal aantal zeges |
| --------- | ----------- | ------------- | ---------- | --- | --- | ----- | ------- | ------------------- |
| 2009-2010 |             |               |            |     |     | 4e    |         | 0                   |
| 2010-2011 |             |               |            |     |     | 4e    |         | 0                   |
| 2011-2012 |             |               |            | 56e |     |       |         | 0                   |
| 2012-2013 |             |               |            |     |     | 5e    |         | 0                   |
| 2013-2014 |             |               |            |     |     |       |         | 0                   |
| 2014-2015 |             |               |            | 40e | 39e | Brons |         | 0                   |
| 2015-2016 |             |               |            | 58e |     |       |         | 0                   |